# Норт-Смітфілд (Род-Айленд)
Норт-Смітфілд (англ. North Smithfield) — місто (англ. town) в США, в окрузі Провіденс штату Род-Айленд. Населення — 12 588 осіб (2020).

## Демографія

### Перепис 2010
Згідно з переписом 2010 року, у місті мешкало 11 967 осіб у 4714 домогосподарствах у складі 3244 родин. Було 5068 помешкань
Расовий склад населення:
| - 96,6 % — білих - 1,0 % — азіатів - 0,5 % — чорних або афроамериканців - 0,1 % — корінних американців |

До двох чи більше рас належало 1,2 %. Частка іспаномовних становила 2,3 % від усіх жителів.
За віковим діапазоном населення розподілялося таким чином: 20,5 % — особи молодші 18 років, 60,6 % — особи у віці 18—64 років, 18,9 % — особи у віці 65 років та старші. Медіана віку мешканця становила 45,5 року. На 100 осіб жіночої статі у місті припадало 90,1 чоловіків; на 100 жінок у віці від 18 років та старших — 86,1 чоловіків також старших 18 років.
Середній дохід на одне домашнє господарство становив 102 131 долар США (медіана — 79 167), а середній дохід на одну сім'ю — 121 943 долари (медіана — 101 708). Медіана доходів становила 67 500 доларів для чоловіків та 53 381 долар для жінок. За межею бідності перебувало 5,0 % осіб, у тому числі 5,5 % дітей у віці до 18 років та 7,5 % осіб у віці 65 років та старших.
Цивільне працевлаштоване населення становило 6419 осіб. Основні галузі зайнятості: освіта, охорона здоров'я та соціальна допомога — 26,5 %, роздрібна торгівля — 11,9 %, науковці, спеціалісти, менеджери — 10,3 %, мистецтво, розваги та відпочинок — 9,1 %.

### Перепис 2000
За даними перепису 2000 року
на території муніципалітету мешкало 10 618 людей, було 3 954 садиб.
Густота населення становила 170,5 осіб/км². З 3 954 садиб у 31 % проживали діти до 18 років, подружніх пар, що мешкали разом, було 64 %,
садиб, у яких господиня не мала чоловіка — 7,8 %, садиб без сім'ї — 25,2 %.
Власники 12,4 % садиб мали вік, що перевищував 65 років, а в 21,3 % садиб принаймні одна людина була старшою за 65 років. Кількість людей у середньому на садибу становила 2,61, а в середньому на родину 3,05.
Середній річний дохід на садибу становив 58 602 доларів США, а на родину — 67 331 доларів США. Чоловіки мали дохід 43 133 доларів, жінки — 30 748 доларів. Дохід на душу населення був 25 031 доларів. Приблизно 1,9 % родин та 3,5 % населення жили за межею бідності.
Медіанний вік населення становив 42 років. На кожних 100 жінок віком понад 18 років припадало 86,8 чоловіків.